# Авейде, Оскар
О́скар Аве́йде (пол. Oskar Awejde; 1837, Мариамполь — 20 августа 1897, Вятка) — польский юрист, один из руководителей восстания 1863 года, член Временного Национального Правительства с 11 (23) января 1863 по 5 (17) февраля 1863.

## Биография
Родился в семье адвоката Эдварда Авейде и Паулины Авейде (в девичестве — Рутковская). Предки отца происходили из Пруссии.
В 1847 году семья переехала в Сувалки. Учился в местной гимназии. В 1854 году поступил на юридический факультет Петербургского университета, который окончил в 1858 году, получив степень кандидата права. В 1859 году получил стипендию для обучения за границей. Учился в университетах Берлина и Гейдельберга, затем несколько месяцев провёл в Париже. В октябре 1861 года вернулся на родину в Сувалки, но жил там два месяца.
В январе 1862 года прибыл в Варшаву. Работал заседателем в суде. Участвовал в конспиративной работе по подготовке восстания, был одним из лидеров партии «красных». Редактировал манифест, изданный 22 января, в день начала восстания. Входил во временное национальное правительство (жонд народовы). 3 сентября 1863 года арестован. На следствии дал подробные и правдивые показания, которые были переведены на русский и напечатаны в нескольких экземплярах для следственной комиссии и Александра II (переизданы в 1961 году). Был сослан в Вятскую губернию, после окончания ссылки на родину не вернулся, трудился в Вятке присяжным поверенным.

## Семья
Дочь Оскара Мария Авейде, родившаяся в 1884 году в Вятке, была членом партии большевиков, участвовала в революциях 1905 и 1917 годов. Казнена в 1919 году в ходе Белого террора во время гражданской войны.
Сын Оскара Ярослав Авейде, родившийся 23 декабря 1888 г. также в Вятке, состоял в партии социалистов-революционеров. Участвовал в вооруженном восстании в Вятке 18 декабря 1905 г., отбывал тюремное заключение в воспитательно-исправительном учреждении. Бежал, подвергался арестам в 1907 и 1909 гг.  В 1911 г. перебрался в Санкт-Петербург. В 1912 г. выслан на поселение в Сибирь. Умер в 1921 г. в Вятке.